# Holland-klassen
Holland-klassen er en hollandsk klasse af inspektionsskibe i Koninklijke Marine. Skibene er officielt klassificeret som patruljefartøjer, men vil i Danmark typisk gå under betegnelsen Inspektionsskibe grundet deres bevæbning og opgavekompleks.
Skibene er et resultat af det hollandske forsvarsministeriums Marinestudie 2005. Studiet viste at det ville kunne betale sig at sælge flådens resterende fire fregatter af Karel Doorman-klassen og benytte pengene fra salget samt besparelserne på driften til at bygge fire nye dedikerede patruljefartøjer, bygge et nyt forsyningsskib til at erstatte A832 Zuiderkruis samt være i stand til at genindføre en minestrygningskapacitet i flåden (ikke at forveksle med minerydningskapaciteten som man hele tiden har haft).
Skibene er klassificeret som patruljefartøjer, men grundet deres størrelse og sensorpakke er de tæt på en klassifikation som korvetter. Dog spiller den manglende bevæbning ind og gør at skibene ikke falder under denne kategori.
Skibene er bevæbnet til lette/mellemintense kampaktiviteter og egner sig til kystnære patruljer, men er også i stand til at patruljere på åbent hav såsom Nordsøen eller det Caribiske Hav.
Skibene er ikke i stand til at skyde en høj fart, men da skibet er udstyret med et antal mindre fartøjer der med en fart på 40 knob kan indhente de fleste skibe der prøver at stikke af.
En anden vigtig fordel er klassens bemanding. Bemandingen på 50 mand er noget mindre end de 150-200 mand der skal til for at bemande de fregatter den hollandske flåde benytter. Samtidig er der plads til op til 40 soldater om bord. Den lille besætning gør også at udgifterne til lønninger er noget mindre end det vil være på en samtidig hollandsk fregat.

## Bevæbning
Holland-klassens hovedbevæbning er en 76mm Oto Melara Super Rapido kanon med en skudkadence på 120 skud i minuttet og en effektiv rækkevidde på 16 kilometer. 
Sekundær bevæbning består af en 30 mm Oto Melara Marlin WS, to 12,7 mm Oto Melara Hitrole NT og 12,7 mm M2HB maskingeværer. Alle disse våben er i stand til at blive fjernstyret.

## Sensorpakke
Skibene vil være i stand til at overvåge luftrummet omkring skibet i afstande op til 140 sømil ved hjælp af en SeaMaster 400 luftvarslingsradar, overfladen bliver overvåget af en SeaWatcher 100 multifunktionsradar. Skibene er desuden udstyret med en højfrekvent sonar, et elektrooptisk overvågningssystem. Radarerne og EO-systemet er installeret i en "elektronikmast" produceret af Thales Gruppen ved navn I-Mast 400.

## Fremdrivning
Holland-klassen er udstyret med et kombineret dieselelektrisk eller diesel (CODELOD) fremdrivningssystem fra Wärtsilä. Det består af to Wärtsilä 12V26 dieselmotorer på 5.400 kW hver kombineret med elektromotorer der driver skibet via to aksler der begge er forbundet til hver deres skrue. Den elektriske fremdrivning skal primært benyttes til langsom fremdrivning.

## Diskussioner vedrørende bevæbningen
Der har været en del diskussion vedrørende bevæbningen af skibene. Officielt bliver skibene udrustet med våbenpakken der står beskrevet ovenfor, men skibene bliver udrustet med en ganske avanceret sensorpakke i forhold til bevæbningen. Dette er måske et tegn på at skibene kan udrustes med mere avancerede våben, eksempelvis missiler, hvis behovet opstår.

## Enheder
Skibene forventes at indgå i tjeneste i perioden 2011-2013.
Den 20. december 2007 blev kontrakten underskrevet på leveringen af 4 skibe for en pris på 467,8 millioner euro. Skibene vil blive navngivet efter enkelte hollandske provinser med lange maritime traditioner.
| Pennant | Navn      | Kølen lagt         | Søsat             | Indgået          | Skæbne           | Kaldesignal |
| ------- | --------- | ------------------ | ----------------- | ---------------- | ---------------- | ----------- |
| P840    | Holland   | 8. december 2008   | 2. februar 2010   | 12. maj 2011     | I tjeneste       | PAVA        |
| P841    | Zeeland   | 21. september 2009 | 20. november 2010 | 20. oktober 2011 | I tjeneste       | PAVB        |
| P842    | Friesland | 26. november 2009  | 4 november 2010   | 11. april 2012   | I tjeneste       | PAVC        |
| P843    | Groningen | 9. april 2010      | 21. april 2011    | forventet 2013   | under udrustning | PAVD        |

## Eksterne links
- Naval technology.com – Holland Class specifications Arkiveret 18. september 2011 hos  Wayback Machine
- Koninklijke Marine Arkiveret 29. april 2011 hos  Wayback Machine